# Ligne de Sarrebruck à Sarreguemines
Ne doit pas être confondue avec la ligne de Sarreguemines vers Sarrebruck (ligne française).
La ligne de Sarrebruck à Sarreguemines est une ligne ferroviaire allemande, qui fait la jonction avec la ligne française de Sarreguemines vers Sarrebruck, sur le pont franchissant la Sarre (où passe la frontière franco-allemande) à Hanweiler.
Cet axe international est principalement utilisé par le tram-train Saarbahn, mais aussi quelques TER et des trains de fret.

## Histoire
Le 25 septembre 1867, le décret impérial no 2071 rend opérationnelle la convention du 18 juillet 1867 conclue entre la France, représentée par le marquis de Moustier, et la Prusse, représentée par Henri-Louis-Robert, comte de Goltz. Cette convention détaille les engagements de chaque partie pour la construction et l'exploitation d'un chemin de fer entre Sarreguemines et Sarrebruck. Il est notamment précisé l'engagement du gouvernement français à concéder un chemin de fer de Sarreguemines à la frontière, en direction de Sarrebruck, à la Compagnie des chemins de fer de l'Est. Réciproquement, le gouvernement prussien s'engage à construire une ligne allant de Sarrebruck à la frontière. Ces deux lignes doivent se rejoindre sur un pont construit sur la Sarre. L'accord prévoit en outre l'arrivée des trains allemands jusqu'à la gare de Sarreguemines. L'ensemble est mis en service le 1er juin 1870.
La ligne a été électrifiée en courant alternatif 15 kV – 16,7 Hz par étapes successives : en 1960, de Sarrebruck à Brebach, puis en 1981, jusqu'à Hanweiler-Bad Rilchingen. C'est en 1983 que la caténaire atteint finalement Sarreguemines, en traversant la frontière où est assurée la jonction avec la ligne française.

## Tracé
La ligne part de la gare centrale de Sarrebruck, quitte le nœud ferroviaire de la ville après Sarrebruck-Est (de), puis est rejointe par les voies du Saarbahn avant d'arriver à Brebach. Elle longe ensuite la Sarre (utilisée par la frontière franco-allemande), entre Bübingen et Hanweiler-Bad Rilchingen ; à une centaine de mètres de la gare de Kleinblittersdorf, le franchissement piétonnier de cette rivière par le pont de l'amitié, vers la rive gauche, permet d'atteindre la commune française de Grosbliederstroff (Moselle). Enfin, elle franchit la Sarre et la frontière susmentionnée, en rejoignant concomitamment — au centre du pont — la ligne de Sarreguemines vers Sarrebruck en direction de Sarreguemines.
L'ensemble est électrifié en courant alternatif 15 kV – 16,7 Hz.

## Exploitation
La ligne est empruntée par le tram-train de la Saarbahn (à partir de Brebach), la relation TER Grand Est entre Sarrebruck et Strasbourg (via Sarreguemines), ainsi que par les trains de fret de DB Cargo en transit.
Compte tenu du caractère transfrontalier de la ligne, ces dessertes sont internationales.